# Jabłuniwka (rejon pokrowski)
Jabłuniwka (ukr. Яблунівка) – wieś na Ukrainie, w obwodzie dniepropetrowskim, w rejonie pokrowskim. W 2001 roku liczyła 20 mieszkańców.